# 塞班島戰役
塞班島戰役（英語：Battle of Saipan）是第二次世界大戰太平洋戰爭中，於1944年6月15日至7月9日在馬里亞納群島塞班島上進行的戰役，美軍遠征軍艦隊在1944年6月5日離開珍珠港，同一天盟軍實施大君主行動，橫渡英吉利海峽進攻德軍所佔領的法國，並在諾曼第地區实施了登陆，諾曼第登陸是歷史上最大規模的兩棲登陸行動，而馬里亞納行动则动用了歷史上最大的艦隊。
美國海軍陸戰隊第2及第4師和美軍第27步兵師在霍蘭·史密斯中將的指揮下擊敗了由斋藤义次中將指揮的日本帝國陸軍第43師團。

## 背景
塞班島在16世紀到19世紀被西班牙統治，1899年美西戰爭後西班牙戰敗，美國從西班牙佔領並買下關島，但對密克羅尼西亞地區其他島嶼沒有興趣，西班牙從東亞撤走前把塞班等島嶼賣給德國。第一次世界大戰後德國戰敗，日本接收全部德屬島嶼，並獲國際聯盟授權託管，隸屬於南洋廳。當時，在日本國內把塞班島稱為「彩帆島」。塞班島之建設始於日本託管時期，主要發展糖業與漁業。自1930年代起，太平洋局勢緊張，日本在此構築重型工事以資防守，1941年此處部署日軍達3萬人，成為12月8日（珍珠港事件同日）襲擊美屬關島的主力。

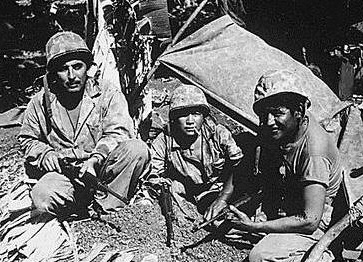
纳瓦霍族密碼譯員在該戰役中扮演重要角色，在重兵把守的日軍前線中，指點炮火攻擊日軍據點

在1943年至1944年上半年的行動中，同盟國已攻佔了所羅門群島、吉爾伯特群島、馬紹爾群島及新幾內亞的巴布亞半島，這使日軍堅守加羅林群島、帛琉群島及馬里亞納群島。
1944年1月21日，日本首相東條英機發表演說，承認戰局「空前嚴重」，「盟國攻勢益見猛烈，日方交通大受影響」，呼籲「以全力增產飛機和糧食，增加賦稅」。戰略布署上，確保馬里亞納群島完整，以塞班島為防禦重點，反登陸作戰指導採取水濱擊滅主義（灘頭決勝）；在海岸構築陣地，並將優勢兵力和重武器集中在海灘上，意圖趁美軍立足未穩，殲滅於灘頭。若狀況不利時，則以海軍發起反登陸作戰，並適時運送增援兵力，歸復島內陣地。
美軍以跳島計劃，避開加羅林群島及帛琉群島以攻佔馬里亞納群島及台灣，這樣日本本土和日軍通向南面及西面的通道將被切斷，加上美軍新型的B-29超級堡壘長程轟炸機可從馬里亞納起飛飛越1,500 英里（2,400 公里）轟炸日本本土。
在美軍原本的計劃以外，道格拉斯·麥克阿瑟將軍的美軍西南太平洋戰區獲准經新幾內亞及摩羅泰島進攻菲律賓群島，這容許麥克阿瑟兌現他在自己「我會再回來」演說中的承諾，以解放菲律賓从而主動使用龐大部隊建立西南太平洋戰場。
日軍預計盟軍將攻擊環形防衛圈的任何地方，雖然攻擊加羅林群島的可能性最大，為對守軍增援及補給，他們需要取得制海及制空權，因此日军方面准备在1944年6月动用航空母艦实施一次「阿」號作戰行动，因此各島都部屬戰意堅定的士兵。

## 戰況

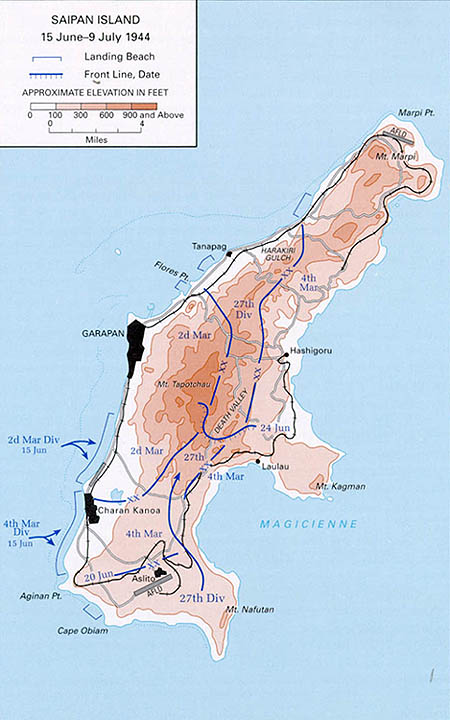
塞班島戰役示意圖

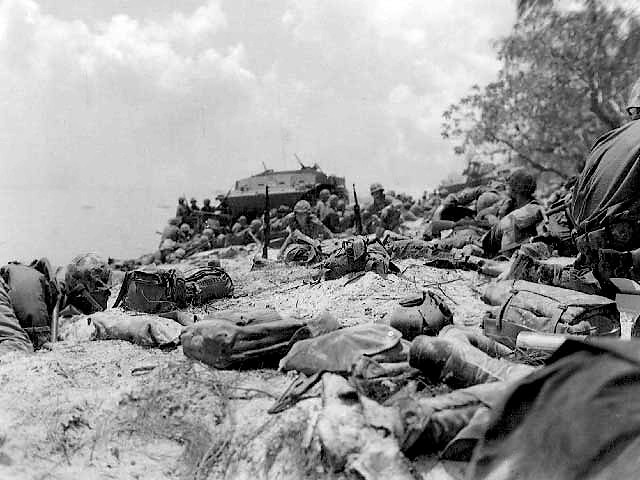
正午一時的紅色二灘

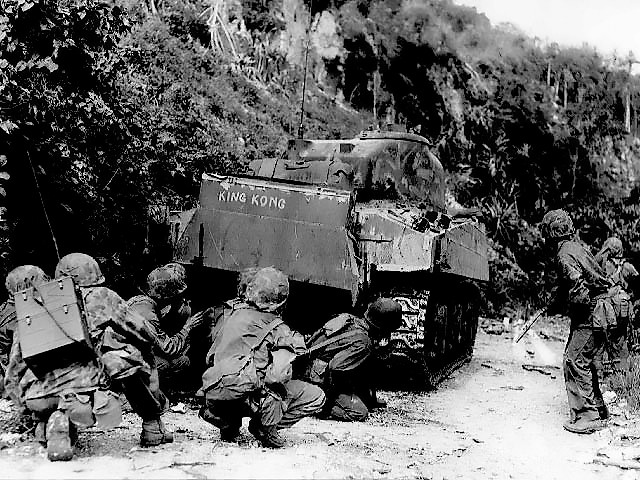
1944年7月8日，美國海軍陸戰隊在1輛M4雪曼坦克後面作戰以掃蕩塞班島北部北端的日軍

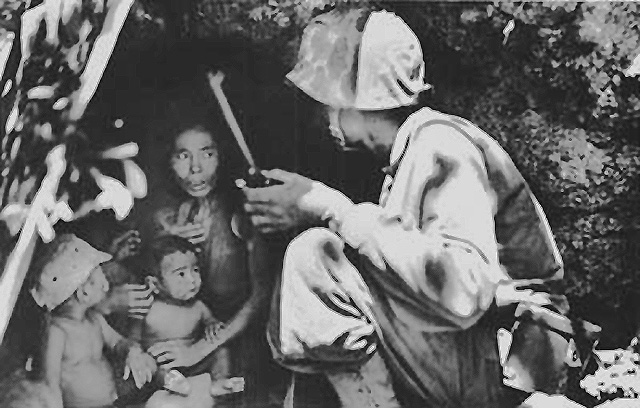
1名海軍陸戰隊員正在說服1名十分害怕的查莫羅人婦女及其孩子離開藏身處

對塞班島的早期炮轟在1944年6月13日展開，15艘戰艦共發射了165,000發炮彈，7艘新型快速戰艦發射了2,400枚16英吋（406毫米）炮彈，但為了避開可能出現的水雷區，炮轟在離岸超過10,000碼（9,100）的水域進行，船員又對海岸炮轟缺乏經驗，翌日7艘戰艦及11艘巡洋艦在傑西·B·奧登多夫海軍少將的指揮下接替之前的7艘戰艦繼續炮轟任務，但是缺乏足夠時間及彈藥。
登陸行動在1944年6月15日早上7時開始，超過300輛履帶登陸車運載8,000名海軍陸戰隊員於大約9時正在塞班島西部海岸登陸，11艘支援艦艇支援海軍陸戰隊的登陸行動海軍部隊包括戰艦田納西號及加利福尼亞號，巡洋艦伯明翰號及印第安納波利斯號，驅逐艦諾文·史葛號、蒙森號、科拉漢號、哈爾西·鮑威爾號、巴利號、羅便臣號及阿爾伯特·W·格蘭特號，日軍進行了很好的炮火準備，即在海灣插上一些旗以指出距離，令他們擊毀了大約20輛兩棲坦克，日軍亦很有策略地佈設有剌鐵絲網、火炮、機關槍陣地及戰壕以盡量增加美軍的傷亡，但是海軍陸戰隊第2及第4師在日落時已建立了6 英里（10 公里）闊及1/2 英里（1 公里）縱深的橋頭堡，日軍在夜间發動反攻但付出巨大的傷亡，6月16日，美軍第27步兵師的一些單位登陸及進攻阿斯里托機場，日軍於當晚再度發動反攻，到6月18日齋藤棄守阿斯里托機場。
奪島行動令日本最高統師部大感震驚，因為他們估計美軍應攻擊更南面的島嶼，日本海軍總司令丰田副武大將认为时机已到，决心利用「阿」號作戰的部隊在塞班島一帶攻擊美國海軍部隊，6月15日當日他下令發動進攻，但菲律賓海海戰的結果對日本帝國海軍說卻是一場災難，他們損失了3艘航空母艦及數百架飛機，馬里亞納的守軍则毫無指望得到補給和增援。
在沒有補給的情況下，塞班島的戰役對守軍來說是毫無希望的戰鬥，但日軍仍決定戰至最後1人，齋藤組織其部隊進入塞班島中部對防守有利之地形、靠近塔波查山的防線，該戰役的特點讓美軍给取了許多綽號：「地獄包圍圈」、「紫心嶺」及「死亡狹谷」，这反映出了戰鬥的殘酷性。日軍利用很多火山地形裡的山洞阻擊進攻者，在日間隱藏及在晚間突擊，美軍最終使用火焰噴射器部隊在火炮及機關槍的支援下清除這些洞穴。
霍蘭·史密斯不滿第27步兵師在該役的表現，革除了其師長拉爾夫·C·史密斯的職務，引起軍隊內部的爭論，然而霍蘭並沒有視察第27步兵師進攻區域之地形——基本上這區是1個由日軍控制、被山和懸崖包圍的狹谷，第27步兵師在這區付出巨大的傷亡代價，拉夫·史密夫因而策劃了1個在他離任後得以實施的計劃，以1個營堅守這地區，而由另外兩個營從側翼攻擊日軍。
7月7日，日軍決定後撤，齋藤計劃作最後自殺性的玉碎攻擊，對於島上剩餘居民的命運，齋藤說：「居民與士兵再沒有什麼分別，他們應該加入使用竹矛衝鋒也不要被俘。」黎明時，在1組12人拿著大紅旗領導下，所有剩下可戰鬥的日軍 — 大約4,000人 — 作最後攻擊，令人驚奇的是，在後面傷兵還跟著衝鋒，他們頭上纏了繃帶、拿著柺杖，幾乎沒有武裝。日軍湧入美軍的戰線，攻擊陸軍及海軍陸戰隊單位，美軍第105步兵團第1、2營近乎全滅，共死傷650人，但是該兩營加上第105步兵團總部連及第10海軍陸戰團（炮兵單位）的激烈抵抗共擊斃了超過4,300名日軍，第105步兵團共有3人因在日軍為時15個小時的進攻中作戰英勇陣亡而在死後獲頒發荣誉勋章，其他的繼續與日軍戰鬥直至到日軍在太平洋戰爭中最大規模的玉碎進攻被粉碎為止。
7月9日下午4時15分，理查蒙德·凱利·特納海軍上將正式宣佈塞班島被佔領，齋藤與参谋长矢野英雄少将在一個洞穴內自殺，在戰役結束後自殺的還有南雲忠一中将，他是率領日本航空母艦攻擊珍珠港及中途島的海軍指揮官，他到達塞班島是協助島上陸上防務。

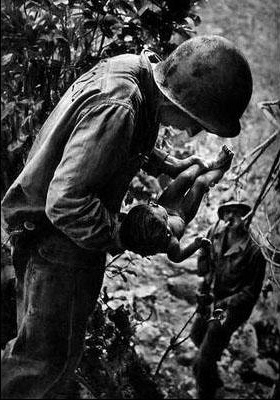
1944年6月一名海軍陸戰隊士兵從一個佈滿屍體的洞穴中救出一名仍然生存的嬰兒

數百名島上居民在戰役的最後數天自盡，一些是從自裁崖及玉碎崖跳下，美軍士兵曾勸籲他們投降而不要作出愚蠢行為，但日本廣泛的政治宣傳均把美國人及英國人描繪成魔鬼，说他們會野蠻地對待戰俘，因而岛民往往拒絕投降。
結果，大約22,000名日本居民死亡，島上幾乎所有守軍——最少30,000人——阵亡；美軍方面，這場勝利也是來得不易，是太平洋戰爭中付出高昂代價的勝利之一，71,000名登陸島上的士兵中共有2,949人死亡，10,364人受傷。

## 總結

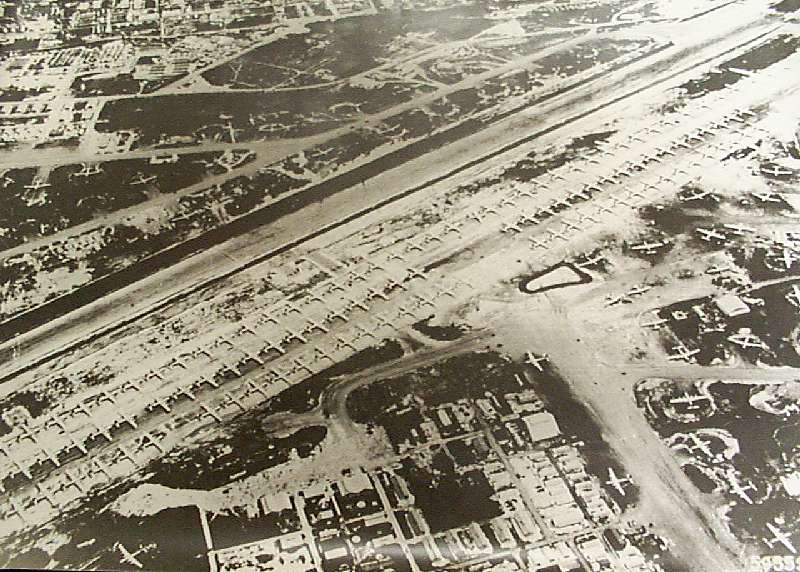
1945年中，在埃里機場上的B-29超級堡壘轟炸機

由於日本在該戰役中戰敗，加之日本在同時間的中國戰區衡陽戰役中受到中國國民革命軍的頑強抵抗，傷亡慘重。日本首相東條英機被迫下台，當戰敗的消息傳至東京時，東條辭任日軍領袖職務；在1944年7月18日，東條及其全體內閣總辞职。
該戰役後，塞班島變成了美軍在馬里亞納群島進行進一步行動的基地，及至1944年10月進攻菲律賓時，以塞班島為基地的轟炸機轟炸菲律賓群島、琉球群島及日本本土。
儘管美軍於1944年7月9日宣布佔領塞班島，但日軍沒有投降的習慣，大尉大場榮仍指揮46人繼續在塔波查山進行游擊戰直至1945年12月1日投降。

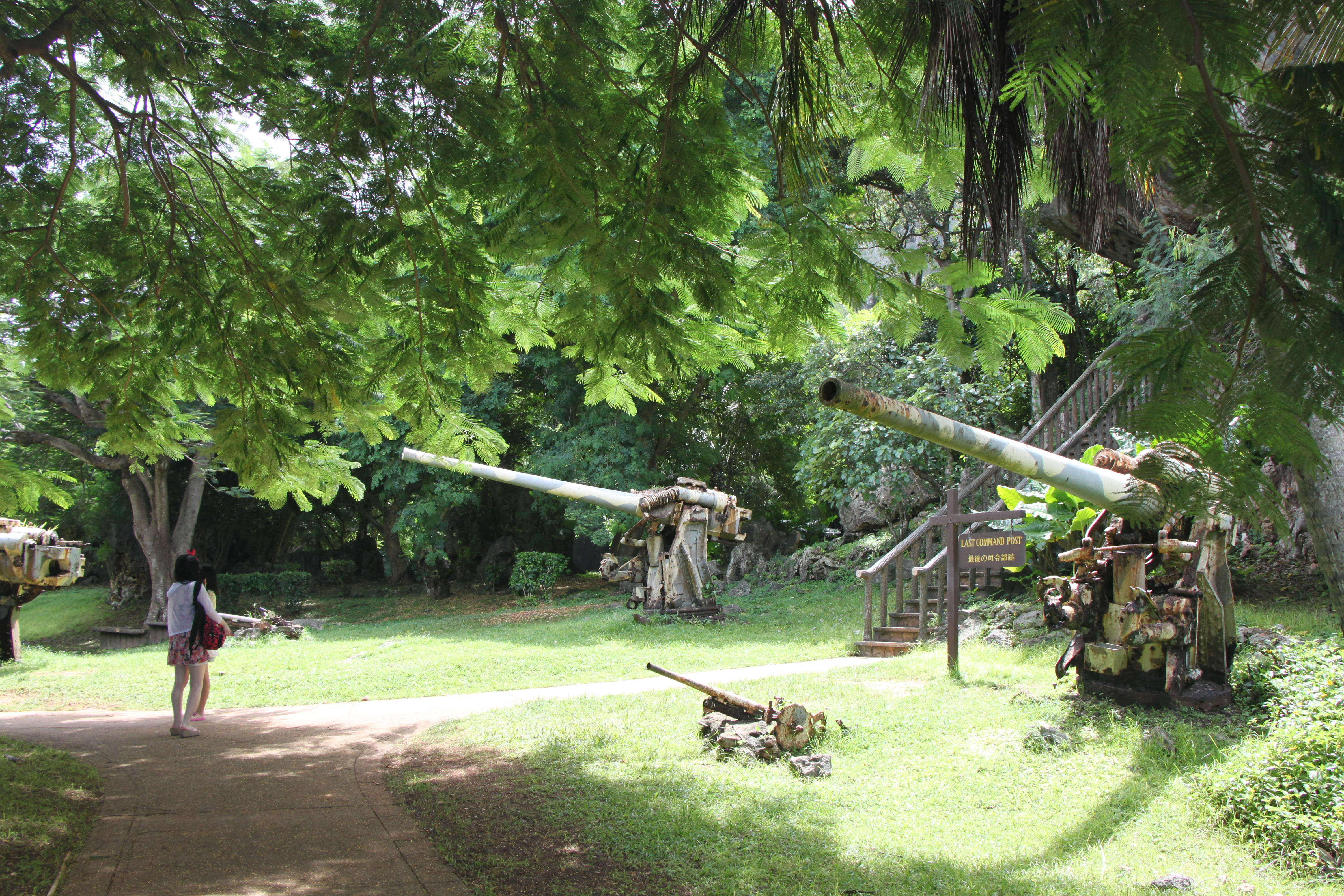
塞班岛上的战争残骸

## 附錄
1. ↑  .   [2009-03-13]. （原始内容存档于2020-02-20）.
2. ↑  .   [2020-04-12]. （原始内容存档于2020-09-23）.
3. ↑  . United States Army.   [2006-10-13]. （原始内容存档于2020-07-17）.
4. ↑  . This Month in History. History Division, United States Marine Corps.   [2006-06-07]. （原始内容存档于2006-10-31）.
5. ↑  Goldberg（2007年），第160-164页
6. ↑  Goldberg（2007年），第167-194页
7. ↑  Toland（1970年），第516页
8. ↑  Toland（1970年），第519页
9. ↑  .   [2009-03-13]. （原始内容存档于2020-02-20）.
10. ↑  Hoffman, p. 260.

## 外部連結
- Chen, C. Peter. . World War II Database.   [2005-05-31]. （原始内容存档于2012-06-09）.
- Saipan （页面存档备份，存于） — a 2nd Marine Division pamphlet describing certain expected features of the invasion and combat, including the presence of a large civilian population.
- Breaching the Marianas: The Battle for Saipan （页面存档备份，存于） (Marines in World War II Commemorative Series)
- Banzai charge in Saipan: Gyokusai （日語） Suicide for the Emperor?
- Hoffman, Major Carl W., USMC. . USMC Historical Monograph. Historical Branch, United States Marine Corps. 1950  [2005-12-19]. （原始内容存档于2012-05-27）.
- . CMH Pub 72-29, U.S. Army Center of Military History. 2003  [2004-11-03]. （原始内容存档于2019-07-13）.
- Woo, John (Director).  (Feature-length film). (Filmed in Hawaii and southern California): Metro-Goldwyn-Mayer (MGM). 2002  [2009-03-13]. （原始内容存档于2021-02-14）.
- SMU's Frank J. Davis World War II Photographs （页面存档备份，存于） contain 124 images of Saipan （页面存档备份，存于）, including  18 images depicting the surrender of the famous "hold-out" Japanese forces under the command of Captain Oba in December 1945 （页面存档备份，存于）